# Relació paradigmàtica
La relació paradigmàtica és la relació sintàctica que s'estableix entre elements que podrien ocupar el mateix lloc a l'oració o que formen part del mateix paradigma, en oposició a la relació sintagmàtica que és la que s'estableix entre un element i els que l'envolten a l'oració o discurs.
Les relacions paradigmàtiques (anomenades associatives per Ferdinand de Saussure, el seu descobridor) es donen per tant només de manera hipotètica i serveixen per relacionar paraules per la seva categoria, significat o significant. Per exemple, una forma d'una conjugació verbal està en relació paradigmàtica amb totes les altres formes del mateix verb (per això a la conjugació regular se la pot anomenar també paradigma verbal). Igualment en una frase com "Vull un...", el forat creat pels punts suspensius admet qualsevol substantiu, per tant tots els noms que puguin aparèixer en aquella oració estaran en relació paradigmàtica amb els que no apareixen. La morfologia deriva així, per als estructuralistes, de la sintaxi.
És una relació in absentia, ideal, que depèn de la gramàtica d'un idioma però també de la cultura i experiència de cada individu, ja que una persona pot conèixer unes paraules que poden associar-se a la que apareix efectivament a la frase i una altra no conèixer-les. El concepte de categoria mental de la gramàtica cognitiva recupera aquesta idea d'associació per explicar justament per què venen al cap unes paraules en un context determinat i no d'altres.